# Mercè Rosich Vilaró
Mercè Rosich i Vilaró (Manresa, 22 de setembre de 1952) és una mestra i entrenadora catalana d'atletisme, doctora en psicologia de l'esport. Des del març de 2022 és la presidenta de la Federació Catalana d'Atletisme —essent la primera dona que presideix l'entitat en els seus més de cent anys d'història.
Entre el 1969 i el 1974 Rosich i Vilaró va ser atleta del Club Atlètic Manresa, i participà en diverses seleccions catalanes i campionats estatals, assolint el títol de guanyadora de la cursa absoluta femenina de la Jean Bouin l'any 1971. Del 1973 al 1996 va ser monitora i entrenadora del Club Atlètic Manresa. I l'any 1975 promotora de l'escola manresana d'atletisme encara vigent en l'actualitat. Del 1982 al 1993 va ser membre de la junta directiva del Club Atlètic Manresa i sots-presidenta de l'entitat des del 1993 al 2000. L'any 2000 n'assolí la presidència fins a l'any 2018. Des del 1983 és professora de l'escola nacional d'entrenadors(ENE) i posteriorment de l'escola catalana de tècnics esportius fins al 2012.
Del 2000 al 2012, va formar part de la junta directiva de la Federació Catalana d'Atletisme, assumint-ne la presidència del comitè tècnic i de la formació de tècnics. També és professora a Blanquerna – Universitat Ramon Llull des de l'any 2001 fins a l'actualitat a l'assignatura Psicologia Social de l'Esport (llicenciatura) i posteriorment com a Grau dels estudis de les Ciències Aplicades a l'Activitat Física i l'Esport. Els anys 2005 i 2017 rebé el reconeixement de millor directiva en la nit de l'esportista de Manresa i el 2010 va rebre de la Secretaria General de l'Esport de la Generalitat de Catalunya, en la seva primera edició i com a millor directiva esportiva de Catalunya. El 2016 assumí la regidoria d'Ensenyament i Universitats a l'Ajuntament de Manresa, governat per Convergència Democràtica de Catalunya.